# Benfeitor
Um benfeitor (do latim bene, 'bom', e factor, 'fazedor') é uma pessoa que oferece alguma forma de ajuda para beneficiar uma pessoa, grupo ou organização (o beneficiário), frequentemente fazendo uma contribuição monetária na forma de um patrimônio para ajudar uma causa. Os benfeitores são líderes humanitários e patronos de instituições de caridade que fornecem assistência de várias formas, como um ex-aluno de uma universidade retribuindo à faculdade ou um indivíduo que oferece assistência a outros.